# Maria Marta Chambon
Maria Marta Chambon, właśc. Franciszka Chambon (ur. 6 marca 1841 we Francji we wsi Croix Rouge, zm. 21 marca 1907 w Chambéry) – francuska stygmatyczka i wizjonerka, siostra Zakonu Nawiedzenia Najświętszej Marii Panny (Zakon Sióstr Wizytek).

## Życiorys
Pochodziła z wielodzietnej, biednej, pobożnej francuskiej rodziny chłopskiej. W lutym 1862 w wieku 21 lat została przyjęta do klasztoru sióstr Wizytek w Chambéry jako świecka pomoc w kuchni. Dwa lata później 2 sierpnia 1864 r. złożyła śluby zakonne. Niepozorna i niewykształcona prowadziła bogate życie duchowe adorując św. rany Jezusa Chrystusa. Przez ponad 4 lata jako jedyny pokarm przyjmowała wyłącznie Hostię. W wieku 33 lat została stygmatyczką.
W trakcie licznych objawień Jezus Chrystus przekazał jej modlitwę do Swych Ran wraz z licznymi obietnicami łask dla osób ją odmawiających. Ze względu na chorobę nerek w roku 1907 od lutego nie wstawała z łóżka. Znosząc przez prawie pięć tygodni olbrzymi ból 21 marca zmarła w klasztorze w Chambéry w opinii świętości.
W 1937 roku rozpoczął się jej proces beatyfikacyjny.